# UCI America Tour 2015
Navigation
Édition précédente Édition suivante
L'UCI America Tour 2015 est la onzième édition de l'UCI America Tour, l'un des cinq circuits continentaux de cyclisme de l'Union cycliste internationale. Il est composé de 33 compétitions organisées du 9 janvier au 25 décembre 2015 en Amérique.

## Calendrier des épreuves

### Janvier
| Date  | Course           | Pays      | Classe | Vainqueur   | Équipe                     |
| ----- | ---------------- | --------- | ------ | ----------- | -------------------------- |
| 9-18  | Tour du Táchira  | Venezuela | 2.2    | José Rujano | Gobernación de Mérida      |
| 19-25 | Tour de San Luis | Argentine | 2.1    | Daniel Díaz | Funvic-São José dos Campos |

### Février
| Date | Course                             | Pays                   | Classe | Vainqueur      | Équipe                     |
| ---- | ---------------------------------- | ---------------------- | ------ | -------------- | -------------------------- |
| 22-1 | Vuelta a la Independencia Nacional | République dominicaine | 2.2    | Róbigzon Oyola | EPM-UNE-Área Metropolitana |

### Mars
| Date | Course         | Pays    | Classe | Vainqueur      | Équipe                    |
| ---- | -------------- | ------- | ------ | -------------- | ------------------------- |
| 27-5 | Tour d'Uruguay | Uruguay | 2.2    | Carlos Oyarzún | Équipe nationale du Chili |

### Avril
| Date  | Course                    | Pays       | Classe | Vainqueur          | Équipe              |
| ----- | ------------------------- | ---------- | ------ | ------------------ | ------------------- |
| 8-12  | Tour du Rio Grande do Sul | Brésil     | 2.2    | Byron Guamá        | Ecuador             |
| 23-26 | Joe Martin Stage Race     | États-Unis | 2.2    | John Murphy        | UnitedHealthcare    |
| 28-3  | Tour du Mexique           | Mexique    | 2.2    | Francisco Colorado | Canel's-Specialized |
| 29-3  | Tour of the Gila          | États-Unis | 2.2    | Rob Britton        | SmartStop           |

### Mai
| Date  | Course                                                                 | Pays       | Classe | Vainqueur         | Équipe                                |
| ----- | ---------------------------------------------------------------------- | ---------- | ------ | ----------------- | ------------------------------------- |
| 7     | Championnats panaméricains - contre-la-montre                          | Mexique    | CC     | Carlos Oyarzún    | Équipe nationale du Chili             |
| 7     | Championnats panaméricains - contre-la-montre espoirs                  | Mexique    | CC     | Ignacio Prado     | Équipe nationale du Mexique           |
| 9     | Championnats panaméricains - course en ligne espoirs                   | Mexique    | CC     | Jhonatan Restrepo | Équipe nationale de Colombie          |
| 10    | Championnats panaméricains - course en ligne                           | Mexique    | CC     | Byron Guamá       | Équipe nationale d'Équateur           |
| 10-17 | Tour de Californie                                                     | États-Unis | 2.HC   | Peter Sagan       | Tinkoff-Saxo                          |
| 16    | Coupe de la fédération vénézuélienne de cyclisme                       | Venezuela  | 1.2    | Honorio Machado   | Gobierno Bolivariano de Nueva Esparta |
| 17    | Classique de l'anniversaire de la fédération vénézuélienne de cyclisme | Venezuela  | 1.2    | Miguel Ubeto      | Gobierno Bolivariano de Nueva Esparta |
| 27-31 | Tour du Paraná                                                         | Brésil     | 2.2    | Rodrigo Melo      | Green-Selam Piracicaba-Shimano        |
| 28-31 | Grand Prix cycliste de Saguenay                                        | Canada     | 2.2    | Matteo Dal-Cin    | Silber                                |
| 31    | Winston Salem Cycling Classic                                          | États-Unis | 1.2    | Toms Skujiņš      | Hincapie Racing                       |

### Juin
| Date  | Course                       | Pays       | Classe | Vainqueur      | Équipe                 |
| ----- | ---------------------------- | ---------- | ------ | -------------- | ---------------------- |
| 7     | Philadelphia Cycling Classic | États-Unis | 1.2    | Carlos Barbero | Caja Rural-Seguros RGA |
| 10-14 | Tour de Beauce               | Canada     | 2.2    | Peio Bilbao    | Caja Rural-Seguros RGA |
| 12-21 | Tour du Venezuela            | Venezuela  | 2.2    | José Alarcón   | Lotería del Táchira    |

### Juillet
| Date | Course        | Pays   | Classe | Vainqueur  | Équipe                         |
| ---- | ------------- | ------ | ------ | ---------- | ------------------------------ |
| 12   | Tour de Delta | Canada | 1.2    | Eric Young | Optum-Kelly Benefit Strategies |

### Août
| Date  | Course                                          | Pays       | Classe | Vainqueur            | Équipe                     |
| ----- | ----------------------------------------------- | ---------- | ------ | -------------------- | -------------------------- |
| 2-15  | Tour de Colombie                                | Colombie   | 2.2    | Óscar Sevilla        | EPM-UNE-Área Metropolitana |
| 3-9   | Tour de l'Utah                                  | États-Unis | 2.HC   | Joe Dombrowski       | Cannondale-Garmin          |
| 16    | Aquece Rio-International Road Cycling Challenge | Brésil     | 1.2    | Alexis Vuillermoz    | Équipe nationale de France |
| 17-23 | Tour du Colorado                                | États-Unis | 2.HC   | Rohan Dennis         | BMC Racing                 |
| 26-30 | Tour de Rio                                     | Brésil     | 2.2    | Gustavo César Veloso | W52-Quinta da Lixa         |

### Septembre
| Date | Course          | Pays       | Classe | Vainqueur         | Équipe              |
| ---- | --------------- | ---------- | ------ | ----------------- | ------------------- |
| 2-7  | Tour d'Alberta  | Canada     | 2.1    | Bauke Mollema     | Trek Factory Racing |
| 12   | The Reading 120 | États-Unis | 1.2    | Daniel Summerhill | UnitedHealthcare    |

### Octobre
| Date | Course                 | Pays              | Classe | Vainqueur        | Équipe       |
| ---- | ---------------------- | ----------------- | ------ | ---------------- | ------------ |
| 4    | Tobago Cycling Classic | Trinité-et-Tobago | 1.2    | Adderlyn Cruz    | Foundation   |
| 26-1 | Tour du Guatemala      | Guatemala         | 2.2    | Román Villalobos | Nestlé-Giant |

### Novembre
| Date | Course                   | Pays   | Classe | Vainqueur        | Équipe                     |
| ---- | ------------------------ | ------ | ------ | ---------------- | -------------------------- |
| 15   | Copa América de Ciclismo | Brésil | 1.2    | Carlos Manarelli | Funvic-São José dos Campos |

### Décembre
| Date  | Course             | Pays       | Classe | Vainqueur         | Équipe                                     |
| ----- | ------------------ | ---------- | ------ | ----------------- | ------------------------------------------ |
| 14-25 | Tour du Costa Rica | Costa Rica | 2.2    | Juan Carlos Rojas | Frijoles Los Tierniticos-Arroz Halcón-Roes |

### Épreuves annulées
| Date          | Course                                     | Pays       | Classe | Cause |
| ------------- | ------------------------------------------ | ---------- | ------ | ----- |
| 29 août       | Grand Prix de Portland                     | États-Unis | 1.2    |       |
| 8-15 novembre | Tour du Brésil-Tour de l'État de Sao Paulo | Brésil     | 2.2    |       |

## Classements finals
| Rang | Coureur           | Pays       | Points |
| ---- | ----------------- | ---------- | ------ |
| 1    | Toms Skujiņš      | Lettonie   | 208,4  |
| 2    | Byron Guamá       | Équateur   | 198    |
| 3    | Michael Woods     | Canada     | 179    |
| 4    | Daniel Díaz       | Argentine  | 158    |
| 5    | Óscar Sevilla     | Espagne    | 136,6  |
| 6    | William Chiarello | Brésil     | 135    |
| 7    | Miguel Ubeto      | Venezuela  | 129    |
| 8    | Manuel Rodas      | Guatemala  | 126    |
| 9    | Kiel Reijnen      | États-Unis | 124    |
| 10   | Josué González    | Costa Rica | 120    |

| Rang | Équipe                         | Pays       | Points |
| ---- | ------------------------------ | ---------- | ------ |
| 1    | Optum-Kelly Benefit Strategies | États-Unis | 494    |
| 2    | Funvic-São José dos Campos     | Brésil     | 481    |
| 3    | Hincapie Racing                | États-Unis | 400    |
| 4    | UnitedHealthcare               | États-Unis | 343    |
| 5    | EPM-UNE-Área Metropolitana     | Colombie   | 332,2  |
| 6    | SmartStop                      | États-Unis | 315    |
| 7    | Ecuador                        | Équateur   | 293    |
| 8    | Orgullo Antioqueño             | Colombie   | 200    |
| 9    | Jamis-Hagens Berman            | États-Unis | 190    |
| 9    | Silber                         | Canada     | 190    |

| Rang | Pays       | Points |
| ---- | ---------- | ------ |
| 1    | Colombie   | 890,35 |
| 2    | Canada     | 850    |
| 3    | Argentine  | 804    |
| 4    | Venezuela  | 688    |
| 5    | États-Unis | 687    |
| 6    | Brésil     | 571,5  |
| 7    | Costa Rica | 551    |
| 8    | Équateur   | 396    |
| 9    | Chili      | 327    |
| 10   | Mexique    | 256    |

| Rang | Pays       | Points |
| ---- | ---------- | ------ |
| 1    | Colombie   | 323,55 |
| 2    | Chili      | 151    |
| 3    | États-Unis | 123    |
| 4    | Argentine  | 111    |
| 5    | Canada     | 97     |
| 6    | Mexique    | 85     |
| 7    | Venezuela  | 74     |
| 7    | Belize     | 74     |
| 9    | Équateur   | 73     |
| 10   | Salvador   | 70     |